# Werner Thamm
Werner Thamm (* 24. August 1926, in Klein Korbetha; † 20. Oktober 1987 in Braunschweig) war ein deutscher Fußballspieler, der von 1950 bis 1962 als Spieler von Eintracht Braunschweig 260 Spiele in der Fußball-Oberliga Nord bestritten und dabei 110 Tore erzielt hat.

## Laufbahn

### TSV Goslar 08, 1948 bis 1950
Thamm kam als Flüchtling in die alte Kaiserstadt Goslar und verstärkte ab der Runde 1948/49 in der Verbandsliga, Staffel Braunschweig, die Mannschaft des TSV Goslar. Mit dem Ex-Dessauer Kurt Scheibe – dieser wechselte zur Runde 1949/50 zu SV Arminia Hannover – bewirkte er einen deutlichen Leistungsanstieg der Mannschaft vom Osterfeldstadion und kam in seinem ersten Jahr bei den Blau-Weißen zur Vizemeisterschaft. Im zweiten Jahr, 1949/50, wurde in der Amateur-Oberliga Ost vor dem VfL Wolfsburg die Meisterschaft errungen. In der Aufstiegsrunde zur Oberliga Nord setzten sich aber Altona 93, Itzehoer SV und Eintracht Osnabrück durch und Werner Thamm nahm das Angebot von Eintracht Braunschweig an und wechselte zum BTSV.

### Eintracht Braunschweig, 1950 bis 1962
Trainer Hans-Georg Vogel – Studienrat und Studentennationaltrainer – setzte den Ex-Amateur 1950/51 sofort am ersten Spieltag, den 22. August 1950, beim Auswärtsspiel gegen Bremerhaven 93 in der Ligamannschaft ein. Thamm bestritt insgesamt in seiner Debütrunde in der Oberliga 27 Punktspiele und der sprunggewaltige und kopfballstarke Angreifer schoss sich mit 16 Treffern sofort an die Spitze der internen Eintracht-Torschützenliste. In seinem zweiten Jahr bei den Blau-Gelben, 1951/52, geriet der BTSV mit einem runderneuerten Kader in den Abstiegskampf, bei dem es nicht regelkonform zuging. Der NFV bestrafte Braunschweig mit der Zwangsversetzung in die Amateurklasse. Thamm blieb der Eintracht treu und stand zusammen mit den ehemaligen DDR-Spielern Winfried Herz, Werner Oberländer, Heinz Senftleben und Heinz Wozniakowski dem neuen Trainer Edmund Conen für die Mission „sofortiger Wiederaufstieg“ zur Verfügung. Mit einem überragenden Werner Thamm – der überaus vielseitig verwendbare Allrounder konnte auch als Mittelläufer die Abwehr zusammenhalten – wurde der BTSV in der Saison 1952/53 mit einem Torverhältnis von 123:39 Toren und 54:10 Punkten Meister in der Amateur-Oberliga Ost vor dem VfL Wolfsburg und dem VfV Hildesheim und setzte sich auch in der Aufstiegsrunde gegen die Konkurrenz ASV Bergedorf 85, VfL Wolfsburg und VfR Neumünster durch und schaffte somit tatsächlich den sofortigen Wiederaufstieg in die Oberliga Nord. In dieser Runde verstärkte Thamm auch die Verbandsauswahl von Niedersachsen im Wettbewerb um den Länderpokal des DFB. Erst im Finale am 25. April 1953 in Hannover wurde gegen Bayern durch eine 2:5-Niederlage ein weiterer Titelgewinn verhindert.
Unter dem Conen-Nachfolger Kurt Baluses verbesserten sich die „Löwen“ 1956/57 auf den siebten Rang und errangen im Jahr der Fußball-Weltmeisterschaft 1958 in Schweden hinter dem Rekordtitelgewinner im Norden, dem Hamburger SV, sogar die Vizemeisterschaft. Thamm, er spielte jetzt wieder im Angriff, trug mit seiner Torjägerqualität ganz wesentlich zu diesem Erfolg bei. In fünf Spielen gelangen ihm zwei Treffer, beim 3:0-Erfolg gegen den VfR Neumünster war er dreifacher Torschütze und beim 5:2-Sieg gegen Göttingen 05 erzielte er vier Tore. Mit seinen insgesamt 23 Treffern in dieser Runde holte er sich die Nord-Torschützenkrone vor Uwe Seeler, Gustav Rathmann und Ernst-Otto Meyer, die jeweils 22 Tore verbuchen konnten. Die Endrunde um die deutsche Fußballmeisterschaft 1958 wurde wegen der Vorbereitung der Nationalmannschaft in verkürzter Form ausgetragen und dazu noch auf neutralen Plätzen. Das große Erlebnis wollte da für Thamm und seine Eintracht-Kollegen in den Spielen gegen Schalke 04 in Frankfurt, Karlsruher SC in Nürnberg und Tennis Borussia Berlin in Oberhausen nicht aufkommen. Nur das abschließende Spiel gegen die Berliner konnte durch einen 8:3-Erfolg gewonnen werden – Thamm beendete mit seinem Treffer in der 89. Minute den Torreigen – und Schalke 04 holte sich mit einem 3:0-Erfolg gegen den HSV den Titel. Der 32-jährige Routinier unterstrich mit seinen 20 Treffern in der folgenden Runde nochmals seine Torgefährlichkeit. Hinter Uwe Seeler (29) und Arnold Schütz (23) belegte er damit torgleich mit Alfred Bornemann und Klaus Stürmer den dritten Platz im Norden. Als Thamm in seiner elften Runde für Braunschweig, 1960/61, mit 34 Jahren 20 Einsätze mit zwölf Toren ablieferte, gehörte er letztmals zur Stammbesetzung der Eintracht. Sein 260 und damit letztes Oberligaspiel bestritt er am 28. Januar 1962 im Eintracht-Stadion beim 1:1-Heimremis gegen Concordia Hamburg. Der Angriff der Mannschaft von Trainer Hans-Georg Vogel setzte sich dabei aus Thamm, Aykut Ünyazici, Jürgen Moll, Gerhard Schrader und Klaus Gerwien zusammen. Werner Thamm ist mit Abstand der erfolgreichste Oberligatorschütze von Eintracht Braunschweig. Mit seinen 110 Toren liegt er klar vor Jürgen Moll der mit 73 Toren auf dem zweiten Rang folgt.

### Ende der Laufbahn
Werner Thamm, der mit dem BTSV auch viele internationale Freundschaftsspiele bestritt – u. a. FC Basel, Birmingham City, Admira Wien, Tottenham Hotspur, Young Fellows Zürich, PSV Eindhoven, FC Santos – beendete im Amateurlager bei der Freien Turnerschaft Braunschweig 1962/63 seine Laufbahn.

## Weblink
- Spieler A–Z (Spundflasche), aufgesucht am 17. März 2020

| Personendaten    | Personendaten            |
| ---------------- | ------------------------ |
| NAME             | Thamm, Werner            |
| KURZBESCHREIBUNG | deutscher Fußballspieler |
| GEBURTSDATUM     | 24. August 1926          |
| GEBURTSORT       | Klein Korbetha           |
| STERBEDATUM      | 20. Oktober 1987         |
| STERBEORT        | Braunschweig             |